# Дженні Гарт
Дженніфер Ів Гарт (англ. Jennifer Eve Garth; нар. 3 квітня 1972, Урбана, Іллінойс) — американська акторка. Відома участю у серіалі «Беверлі-Гіллз, 90210», де зіграла одну в головних ролей. У 2012 році почала власне реаліті-шоу «Jennie Garth: A Little Bit Country» на каналі CMT.

## Біографія
Акторка народилася 3 квітня 1972 року в Урбані, штат Іллінойс. Обоє її батьків — батько Джон і мати Керолайн Гарт — працювали в школі. Акторка дуже схожа на свою героїню — у школі вона була такою ж популярною, як і Келлі Тейлор. В 13 років родина Гарт переїжджає в Аризону. Дженні займалася танцями, акторською майстерністю й в 15 років одержала скаутську нагороду на конкурсі талантів. Після школи акторка їде в Лос-Анджелес, а 1990 року вона одержує одну з головних ролей у серіалі «Беверлі-Гіллз, 90210». Спочатку це була маленька роль, але Келлі сподобалася глядачам, і Дженні залишилася в серіалі на всі 10 років його зйомок. 16 лютого 1994 року акторка виходить заміж за музиканта Дена Кларка, з яким розлучається 1996 року. Тим часом Дженні знайомиться із актором Пітером Фачинеллі, від якого в Дженні народжується дочка Люка Белла. 20 січня 2001 року Дженні й Пітер Фачинеллі нарешті одружилися. На церемонії були присутні колеги по серіалу — Джейсон Прістлі, Торі Спеллінг, Тіффані Амбер Тіссен і Ян Зірінг. Дженні — вегетаріанка.

## Родина

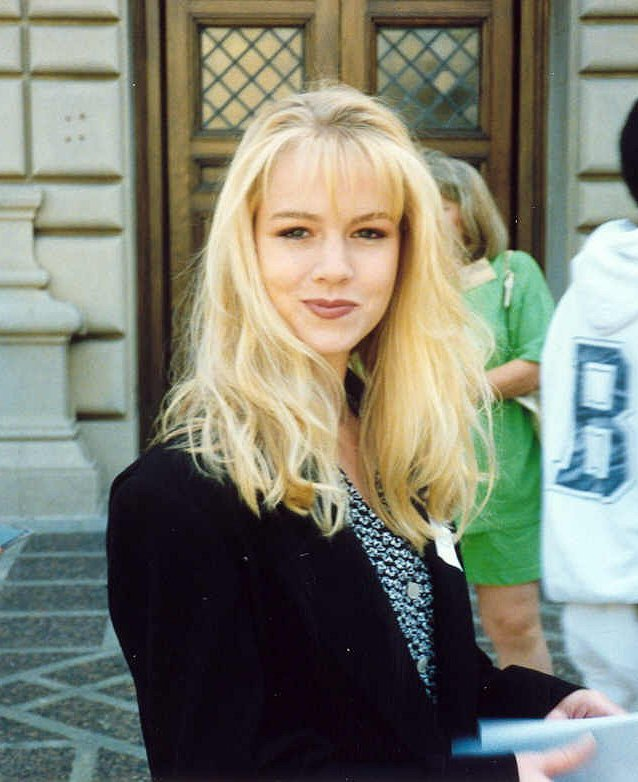
Дженні Гарт у серпні 1992 року

- Батьки: Джон і Керолін Гарт (живуть на фермі недалеко від Санта Барбари)
- Брати: Джон і Чак
- Сестри: Ліза, Кемі, Венді й Лін
- Чоловіки: Деніел Кларк (1994—1996); Пітер Фачинеллі (2001—2013)
- Дочки: Люка Белла, Лола Рей і Фіона (від Пітера Фачинеллі)

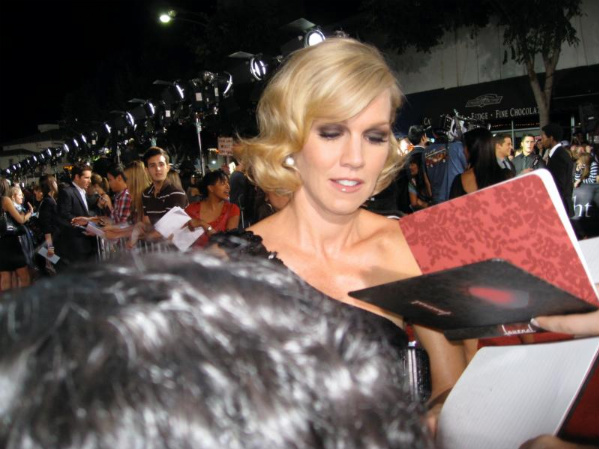
Дженні Гарт у 2008 році на прем'єрі стрічки «Сутінки»

## Фільмографія

### Телесеріали
- 1989 — Growing Pains — Деніз
- 1989 — A Brand New Life — Еріка Маккрей
- 1990 — Teen Angel Returns — Керрі Донато
- 1990 — Беверлі-Гіллз, 90210 / Beverly Hills, 90210 — Келлі Тейлор
- 1992 — Район Мелроуз / Melrose Place — Келлі Тейлор
- 1998 — Захопливе місто гріхів / Sin City Spectacular
- 2000 — Вулиця / The $treet — Джилліан Шерман
- 2002 — За що тебе люблю / What I Like About You — Велері Тайлер
- 2008 — 90210 / 90210 — Келлі Тейлор
- 2017 — Королівські перегони Ру Пола / RuPaul's Drag Race — Дженні Гарт
- 2018 — Мік / The Mick — Дженні Гарт

### Художні фільми
- 1996 — Радіостанція смерті / Power 98 — Шерон Пенн
- 1997 — Війна мого брата / My Brother's War — Мері Фейган Бейлі
- 1998 — Розповідаючи тобі / Telling You — Ембер

### Телевізійні фільми
- 1990 — Просто ідеал / Just Perfect
- 1993 — Зірка / Star — Крістал Уайатт
- 1994 — Брехливе серце: Історія Лорі Келлогг / Lies of the Heart: The Story of Laurie Kellogg — Лорі Келлогг
- 1994 — Без згоди / Without Consent — Лора Міллз
- 1995 — Погрозі всупереч / Falling for You — Мег Крейн
- 1996 — Незакінчена любов / An Unfinished Affair — Шейла Харт
- 1996 — Втрачена безвинність / A Loss of Innocence — Челнішія Боуен
- 2001 — Аматори детективів / Watching the Detectives
- 2003 — Останній ковбой / The Last Cowboy — Жаклін 'Джейк' Купер
- 2003 — Таємний Санта-Клаус / Secret Santa — Ребекка Чандлер
- 2007 — Дівчина, позитивна / Girl, Positive — Сара Беннетт

### Мультиплікаційні фільми
- 1995 — Миші-рокери з Марса / Biker Mice from Mars — Эйнджел Ревсон
- 2005 — Стьюи Гриффин: Нерозказана історія / Family Guy Presents Stewie Griffin: The Untold Story — Келли Тейлор
- 2006 — Американський батько! / American Dad! — Труди

### Режисер
- 1999 — Беверлі-Гіллз, 90210 / Beverly Hills, 90210

### Продюсер
- 1994 — Без згоди / Without Consent (виконавчий продюсер)
- 1996 — Незакінчена любов / An Unfinished Affair (виконавчий продюсер)